# مكتب القوى العاملة الصحية
مكتب القوى العاملة في مجال الصحة هو جزء من إدارة موارد الصحة والخدمات (HRSA)، التابعة لوزارة الصحة والخدمات الاجتماعية الأمريكية. برامج HRSA تدرب محترفي الرعاية الصحية وتوجههم حيث تكون احتياجاتهم أكبر. تدعم المنح البرامج الجامعية وبرامج سداد القروض لتلبية نقص القوى العاملة الحرج وتعزز التنوع داخل مهن الصحة.
تم تشكيل المكتب في مايو 2014 عن طريق دمج مكتب المهن الصحية ومكتب تجنيد وخدمة الأطباء.

## حقائق رئيسية
• تتبع HRSA عن كثب اتجاهات القوى العاملة الصحية الوطنية وتصدر منحًا مستهدفة للكليات والجامعات لبرامج المنح الدراسية وسداد القروض الطلابية والديون، مصممة لتعزيز الاهتمام بالتخصصات السريرية التي يُتوقع فيها نقص. حوالي ثمانية الف طالب يتخرجون سنويًا من هذه المؤسسات المدعومة من قبل HRSA - واحد من كل ثلاثة يذهب للعمل في خدمة المحرومين.
• تشجع HRSA على توظيف وتدريب وتوجيه المرشحين من الأقليات في مناطق نقص المحترفين الصحيين لضمان أن القوى العاملة حساسة ثقافياً وقادرة لغوياً على خدمة المرضى من جميع الخلفيات.
• HRSA هي الوكالة الفيدرالية الرائدة المسؤولة عن جمع البيانات وشهادة المجتمعات كمناطق نقص المحترفين الصحيين. تأخذ التصنيف في الاعتبار عوامل مثل معدل الفقر ووفيات الرضع؛ عدد الأطباء لكل ألف ساكن؛ ومسافات السفر إلى أقرب رعاية متاحة. تحدد تصنيف مناطق نقص المحترفين الصحيين الأهلية للعديد من برامج المساعدة الفدرالية والولائية، بما في ذلك كوربس الخدمة الصحية الوطنية وبرنامج سداد القروض التعليم التمريضي وشهادة عيادة الصحة الريفية.

## التاريخ
تأسس مكتب القوى العاملة في مجال الصحة في خدمة الصحة العامة الأمريكية في عام 1967، حيث استوعب قسم التمريض الذي بدأ في عام 1899 قسم صحة الأسنان العامة الذي تم تشكيله في عام 1949. في الفترة من عام 1968 إلى 1973،  كان جزءًا من المعاهد الوطنية للصحة، ثم تم نقله إلى إدارة موارد الصحة. في عام 1980، تم تغيير اسمه إلى مكتب المهن الصحية.
في مايو 2014، اندمج مكتب المهن الصحية مع مكتب تجنيد وخدمة الأطباء لتشكيل مكتب القوى العاملة في مجال الصحة.  

## برامج توظيف و الاحتفاظ بالتمريض
مع التوقعات بنقص وطني في عدد الممرضين يبلغ مليون ممرض بحلول عام 2025، تدعم HRSA مشاريع التعليم الأكاديمي والتعليم المستمر مصممة لتوظيف والاحتفاظ بقوى عاملة قوية في مجال التمريض.

### برنامج تعليم وممارسة التمريض وجودة الرعاية والاحتفاظ بالتمريض
تُستخدم أموال البرنامج لزيادة عدد الطلاب في برامج التمريض وتوسيع ممارسة التمريض لتحسين الوصول إلى الرعاية الصحية الأولية في المجتمعات التي تعاني من نقص في الرعاية الطبية ودعم الجهود لتعزيز احتفاظ الممرضين بوظائفهم.

### برنامج التعليم المتقدم للتمريض
تدعم HRSA مشاريع تعزز من التعليم والممارسة المتقدمة للتمريض. يشجع هذا البرنامج الأفراد على العمل كأخصائيين تمريض، واختصاصيين تمريض سريري، وممرضي التخدير ومعلمين في مجال التمريض، ومدراء تمريض، أو ممرضين في مجال الصحة العامة.

### برنامج تنوع القوى العاملة في مجال التمريض
لزيادة فرص التعليم في مجال التمريض للأفراد من الخلفيات المحرومة، يوفر البرنامج منحًا دراسية ومنحًا دراسية مسبقة للالتحاق، وأنشطة الاحتفاظ للطلاب من الأقليات العرقية وطلاب الرياضيات قبل الدراسات الجامعية، والطلاب في المدارس الابتدائية والثانوية.

## برامج المهن الصحية الأخرى

### برنامج فرص المهن الصحية
يتم تصميم البرنامج لزيادة عدد الأفراد من الخلفيات التعليمية والاقتصادية المحرومة الذين يدرسون ويعملون في مجالات الصحة والمهن الصحية المتعلقة. يوفر هذا البرنامج أيضًا الدعم اللازم للمنافسة والالتحاق والتخرج من مدارس الصحة أو المهن الصحية وبرامج التخصص في السلوك والصحة العقلية وبرامج تدريب مساعدي الأطباء.

### مراكز التميز
يقدم برنامج مراكز التميز منحًا للمدارس الصحية لدعم برامج تعليمية ممتازة للطلاب من الأقليات العرقية الممثلة بشكل غير كافي. تعزز هذه البرامج من قدرتنا الوطنية على تدريب الطلاب من الأقليات العرقية في مجالات مهن الصحة.

### منح دراسية للطلاب المحرومين
تقدم HRSA تمويلًا للأفراد من الخلفيات المحرومة لتحسين معدلات تعليمهم وتخرجهم وتحسين مراتبهم في مجالات الصحة.

### برامج التدريب
تقدم HRSA منحًا للمؤسسات لتوسيع قاعدة المعرفة للمحترفين الصحيين ودعم تعليمهم المستمر. تدعم هذه الأموال أيضًا الطلاب والأعضاء التدريسية في برامج مصممة لزيادة عدد الممرضين وأطباء الأطفال ومقدمي الرعاية الأولية.

### مراكز التعليم الصحي في المناطق
يدعم HRSA شبكة تضم أكثر من مئة موقع تدريب مجتمعي في ٤٧  ولاية ومنطقة كولومبيا تقدم خدمات تعليمية للطلاب وأعضاء هيئة التدريس وممارسين في المناطق التي تعاني من نقص الخدمات الصحية، بهدف زيادة إمدادات مقدمي الخدمات المؤهلين في تلك المجتمعات.

### مراكز تعليم الجراحة لكبار السن
من خلال مراكز تعليم كبار السن، تساعد HRSA في تعليم وتدريب أعضاء هيئة التدريس والطلاب والممارسين الصحيين في التشخيص والعلاج والوقاية من الأمراض والإعاقات ومشاكل الصحة الأخرى لكبار السن.

### مراكز التدريب في مجال الصحة العامة
يعزز برنامج مراكز التدريب في مجال الصحة العامة قوى العمل من خلال توفير التدريب الأساسي في الكفايات الأساسية للصحة العامة.

### برنامج دعم تعليم الأطفال في مجال الطب الجراحي
يوفر برنامج دعم تعليم الأطفال في مجال الطب الجراحي دعمًا في شكل تمويل فيدرالي لتعليم الأطباء النفسيين والمقيمين في مستشفيات تعليمية مستقلة خاصة بالأطفال بشكل مباشر وغير مباشر.

## برامج المنح الدراسية والقروض وسداد القروض

### برنامج تسديد قروض هيئة الخدمات الصحية الوطنية
لأطباء الرعاية الصحية الأولية وطب الأسنان والصحة العقلية والسلوكية

### برنامج المنح الدراسية للخدمات الوطنية الصحية
لمقدمي الرعاية الطبية الأولية ومقدمي خدمات طب الأسنان أثناء التدريب

### برامج المنح الدراسية وسداد القروض للممرضين
الممرضات المسجلات وطلاب الصحه

### برنامج سداد قروض أعضاء هيئة التدريس
لأعضاء هيئة التدريس في المهن الصحية من خلفيات محرومة  

## برامج المنح والقروض للمدارس الصحية

### قروض الطلاب في مجال العلوم الصحية
المدارس المعترف بها في طب الأسنان والبصريات والصيدلة والطب الجراحي للقدم والطب البيطري مؤهلة لهذا البرنامج.

### القروض للطلاب المحرومين
المدارس المعترف بها في الطب الطبيب أو العظمي، وطب الأسنان، والبصريات، والصيدلة، والطب الجراحي للقدم، والطب البيطري مؤهلة لهذا البرنامج.

### قروض طلاب التمريض
المدارس المعترف بها التي تقدم الدبلوم أو الدبلوم المشدد أو البكالوريوس أو الدراسات العليا في التمريض مؤهلة لهذا البرنامج.

### القروض الرعاية الصحة الأولية
المدارس المعترف بها في الطب الطبيعي والطب العظمي مؤهلة لهذا البرنامج، الذي يتطلب من مستلمي القرض الخدمة في مجال الرعاية الصحية الأولية.  

## قواعد بيانات للممارسين

### البنك الوطني لبيانات الممارسين
البنك الوطني لبيانات الممارسين هو مركز معلومات يوفر معلومات للمنظمات المؤهلة حول مدفوعات التقصير الطبي، وسحب التراخيص السريرية، والامتيازات السريرية، والإجراءات السلبية الأخرى التي اتخذت ضد ممارسي الرعاية الصحية والكيانات.

### البنك لنزاهة الرعاية الصحية وحمايتها
دمج بنك بيانات نزاهة الرعاية الصحية وحمايتها في البنك الوطني لبيانات الممارسين اعتبارًا من 6 مايو 2013 .